# Jizang
Jizang (chinois : 吉藏 ; pinyin : Jízàng ; Wade : Chi-tsang ; japonais : 吉蔵, kichizō ou 嘉祥大師, Kashō Daishi), 549–623, était un moine bouddhique chinois et un érudit généralement identifié par la postérité comme le fondateur de l’école des Trois Traités (Sanlun ou Sanron). Il est aussi connu sous le nom de Jiaxiang (chinois : 嘉祥 ; Wade : Chia-hsiang), en référence au temple Jiaxiang où il a écrit et diffusé ses principes.

## Biographie
Jizang naquit à Jinling (actuellement Nanjing). Son père venait de Parthie, mais il fut éduqué à la manière chinoise et démontra de bonnes dispositions pour les matières spirituelles, devenant moine à l’âge de onze ans. Il étudia d’abord au temple Xinghuang (chinois : 興皇寺) de Nanjing auprès du maître Falang (chinois : 法朗) ; ses études portèrent en particulier les trois traités du Madhyamaka (Traité de la voie médiane, Traité des douze liens et Traité des cent versets), traduits en chinois par Kumarajiva plus d’un siècle auparavant. La pensée de Jizang émane fortement de ces trois traités. Il devint le supérieur du temple Xinghuang après la mort de Falang en 581. Puis à quarante-deux ans, il décida de voyager dans toute la Chine pour transmettre ses enseignements, et finit par s’installer au temple Jiaxing (dans l’actuelle Shaoxing (chinois : 紹興), province de Zhejiang).
En 597, l’empereur Sui Yangdi de la dynastie Sui, second fils de l’empereur Sui Wendi, décida d’ériger quatre nouveaux temples dans la capitale Chang'an, et invita Jizang à diriger l’un d’entre eux, le temple Huiri (chinois : 彗日寺), ce qu’il accepta. Zhiyi, moine érudit de l’école Tiantai, fut chargé d’administrer un autre de ces temples, mais mourut peu après, avant que Jizang n'ait pu lui rendre visite ; ils correspondaient toutefois par courrier à propos du Sūtra du Lotus. Plus tard, il alla s’installer dans un autre temple, le Riyan (chinois : 日嚴寺). Quand la dynastie Sui fut remplacée par la dynastie Tang en 617, Jizang gagna le respect du nouvel empereur Tang Gaozu, et fut nommé supérieur de quatre temples.
Entre 57 et 68 ans, il semble s’être consacré à la copie du Sūtra du Lotus afin de le diffuser plus largement au sein du peuple. Il réalisé quelque 2000 copies, parfois accompagnées de ses propres commentaires.
Jizang était un grand érudit, qui rédigea plus de cinquante livres de son vivant. Il se spécialisa surtout dans le commentaire des trois traités ainsi que d’autres textes bouddhiques traditionnels, comme le Sūtra du Lotus et le Sūtra du Nirvāna. Il eut pour élèves Ekan, d’origine coréenne, qui contribua à diffuser l’école des Trois Traités au Japon.

## Philosophie
L’école Madhyamaka enseigne que l’engagement ou l’attachement à toute chose, y compris la logique, conduisent au duḥkha (souffrance, insatisfaction). Jizang développe dans ses commentaires de traités bouddhiques une méthodologie pour « écarter ce qui est trompeur, révéler ce qui est vrai » (poxie xianzheng), en proposant de dépasser le piège des concepts rigides du bien et du mal pour renoncer à l’attachement à cette dichotomie. Il note également que nombre de pratiquants ont tendance à trop s’attacher à la vacuité (Śūnyatā), ce qu’il considère également comme un engagement à éviter. Les pratiquants doivent pour cela appliquer le même principe de déconstruction qui permet un premier désengagement envers tous les phénomènes, mais cette fois pour repousser la fausse dichotomie entre vacuité et non-vacuité (shūnyatā shūnyatā, la vacuité de la vacuité).
Jizang applique ces principes aux deux discours traditionnels de l’école Madhyamaka, liés aux Deux Vérités (conventionnelle et absolue), via l’exposé de ses « Quatre niveaux des deux discours » (sizhong erdi), c’est-à-dire l’ajout de trois autres métadistinction aux Deux Vérités :
1. l’idée d’existence est conventionnelle, la vacuité est absolue ;
2. la dualité entre existence et vacuité est conventionnelle, le refus de cette dualité est absolu ;
3. l’attachement à cette dualité entre existence et vacuité est conventionnel, le refus de la distinction entre dualité et non-dualité est absolu ;
4. toutes ces distinctions sont conventionnelles, la négation de toute dualité est absolue.

La plus haute vérité consiste à accepter qu’aucun point de vue ne peut être considéré en soi comme vrai et doit être dépassé. L’attachement à un point de vue ou une dualité mène à la souffrance, il convient donc de refuser ce qui est trompeur dans chaque point de vue, chaque idée ou discours, dans le but d’avancer progressivement vers la déconstruction de tout attachement.

## Principaux écrits
- Zhongguanlun shu (中觀論疏, « Commentaire sur le Mūlamadhyamakakārikā »)
- Erdi zhang (二諦章, « Essai sur les Deux Vérités »)
- Bailun shu (百論疏, « Commentaire sur le śāstra Shata »)
- Shi er men lun shu (十二門論疏, « Commentaire sur le Traité des douze liens »)
- Sanlun xuanyi (三論玄義, « Sens profond des trois traités »)
- Erdi yi (二諦意, « Sens des Deux Vérités »)
- Dasheng xuanlun (大乘玄論, « Traité sur le mystère du Mahayana »)

## Sources et références
1. ↑  Wing-tsit Chan, A Source Book in Chinese Philosophy, Princeton University Press, 1963, vol. II, p. 292 ; cité dans Allen Fox, « Jizang », Great Thinkers of the Eastern World, Ian McGreal, Harper Collins, 1995, page 84.
2. 1 2  Lin Sen-shou, Chi Tsang « Copie archivée » (version du 5 février 2012 sur Internet Archive), Tzu Chi Humanitarian Centre
3. ↑  http://www.sgi-usa.org/buddhism/dictionary/define?tid=461, Soka Gakkai Dictionary, accessed on November 29, 2006.
4. ↑  Allen Fox, « Jizang », Great Thinkers of the Eastern World, Ian McGreal, Harper Collins, 1995, page 84.
5. 1 2  Allen Fox, « Jizang », Great Thinkers of the Eastern World, Ian McGreal, Harper Collins, 1995, page 87.